# Lengyelország az 1976. évi nyári olimpiai játékokon
Lengyelország a kanadai Montréalban megrendezett 1976. évi nyári olimpiai játékok egyik részt vevő nemzete volt. Az országot az olimpián 18 sportágban 207 sportoló képviselte, akik összesen 26 érmet szereztek.

## Érmesek
| Érem  | Versenyző | Sportág       | Versenyszám             |
| ----- | --- | ------------- | ----------------------- |
| Arany | Jacek Wszoła | Atlétika      | Férfi magasugrás        |
| Arany | Tadeusz Ślusarski | Atlétika      | Férfi rúdugrás          |
| Arany | Irena Szewińska | Atlétika      | Női 400 m               |
| Arany | Kazimierz Lipień | Birkózás      | Kötöttfogás, 62 kg      |
| Arany | Jerzy Rybicki | Ökölvívás     | Nagyváltósúly           |
| Arany | Janusz Pyciak-Peciak | Öttusa        | Férfi egyéni            |
| Arany | Nemzeti válogatott Bronisław Bebel Ryszard Bosek Wiesław Gawłowski Marek Karbarz Lech Łasko Zbigniew Lubiejewski Mirosław Rybaczewski Włodzimierz Sadalski Edward Skorek Włodzimierz Stefański Tomasz Wójtowicz Zbigniew Zarzycki                                                              | Röplabda      | Férfi                   |
| Ezüst | Bronisław Malinowski | Atlétika      | Férfi 3000 m akadály    |
| Ezüst | Zbigniew Jaremski Jerzy Pietrzyk Ryszard Podlas Jan Werner | Atlétika      | Férfi 4 × 400 m váltó   |
| Ezüst | Andrzej Gronowicz Jerzy Opara | Kajak-kenu    | Férfi kenu kettes 500 m |
| Ezüst | Tadeusz Mytnik Mieczysław Nowicki Stanisław Szozda Ryszard Szurkowski | Kerékpározás  | Férfi csapat időfutam   |
| Ezüst | Nemzeti válogatott Jan Benigier Lesław Ćmikiewicz Kazimierz Deyna Jerzy Gorgoń Henryk Kasperczak Kazimierz Kmiecik Grzegorz Lato Zygmunt Maszczyk Piotr Mowlik Roman Ogaza Wojciech Rudy Andrzej Szarmach Antoni Szymanowski Jan Tomaszewski Władysław Żmuda Henryk Wawrowski Henryk Wieczorek | Labdarúgás    | Férfi                   |
| Ezüst | Grzegorz Cziura | Súlyemelés    | 56 kg                   |
| Bronz | Czesław Kwieciński | Birkózás      | Kötöttfogás, 90 kg      |
| Bronz | Andrzej Skrzydlewski | Birkózás      | Kötöttfogás, 100 kg     |
| Bronz | Marian Tałaj | Cselgáncs     | Férfi váltósúly         |
| Bronz | Mieczysław Nowicki | Kerékpározás  | Férfi mezőnyverseny     |
| Bronz | Nemzeti válogatott Zdzisław Antczak Janusz Brzozowski Piotr Cieśla Jan Gmyrek Alfred Kałuziński Jerzy Klempel Zygfryd Kuchta Jerzy Melcer Ryszard Przybysz Henryk Rozmiarek Andrzej Sokołowski Andrzej Szymczak Mieczysław Wojczak Włodzimierz Zieliński                                       | Kézilabda     | Férfi                   |
| Bronz | Leszek Błażyński | Ökölvívás     | Légsúly                 |
| Bronz | Leszek Kosedowski | Ökölvívás     | Pehelysúly              |
| Bronz | Kazimierz Szczerba | Ökölvívás     | Kisváltósúly            |
| Bronz | Janusz Gortat | Ökölvívás     | Félnehézsúly            |
| Bronz | Jerzy Greszkiewicz | Sportlövészet | Futócéllövészet         |
| Bronz | Wiesław Gawlikowski | Sportlövészet | Skeet                   |
| Bronz | Kazimierz Czarnecki | Súlyemelés    | 67,5 kg                 |
| Bronz | Tadeusz Rutkowski | Súlyemelés    | 110 kg                  |

## Atlétika
Férfi
| Versenyző                                                               | Versenyszám     | Előfutam | Előfutam | Előfutam | Negyeddöntő | Negyeddöntő | Negyeddöntő | Elődöntő | Elődöntő | Elődöntő | Döntő   | Döntő    |
| Versenyző                                                               | Versenyszám     | Idő      | Hely.    | Össz.    | Idő         | Hely.       | Össz.       | Idő      | Hely.    | Össz.    | Idő     | Helyezés |
| ----------------------------------------------------------------------- | --------------- | -------- | -------- | -------- | ----------- | ----------- | ----------- | -------- | -------- | -------- | ------- | -------- |
| Zenon Licznerski                                                        | 100 m           | 10,60    | 2.       | 17.*     | 10,52       | 6.          | 15.         | kiesett  | kiesett  | kiesett  | kiesett | kiesett  |
| Andrzej Świerczyński                                                    | 100 m           | 10,62    | 2.       | 20.*     | 10,59       | 5.          | 19.*        | kiesett  | kiesett  | kiesett  | kiesett | kiesett  |
| Marian Woronin                                                          | 100 m           | 10,56    | 2.       | 12.      | 10,53       | 4.          | 16.         | 10,69    | 8.       | 16.      | kiesett | kiesett  |
| Marian Woronin                                                          | 200 m           | 21,90    | 5.       | 29.      | kiesett     | kiesett     | kiesett     | kiesett  | kiesett  | kiesett  | kiesett | kiesett  |
| Bogdan Grzejszczak                                                      | 200 m           | 21,35    | 2.       | 16.*     | 21,02       | 2.          | 9.          | 21,14    | 4.       | 8.*      | 20,91   | 6.       |
| Zenon Nowosz                                                            | 200 m           | 21,29    | 2.       | 12.      | 21,22       | 6.          | 19.         | kiesett  | kiesett  | kiesett  | kiesett | kiesett  |
| Zbigniew Jaremski                                                       | 400 m           | 46,68    | 3.       | 9.       | 47,10       | 6.          | 24.         | kiesett  | kiesett  | kiesett  | kiesett | kiesett  |
| Jerzy Pietrzyk                                                          | 400 m           | 46,92    | 2.       | 12.      | 46,30       | 3.          | 11.         | 45,65    | 5.       | 8.       | kiesett | kiesett  |
| Jan Werner                                                              | 400 m           | 46,19    | 3.       | 5.       | 45,88       | 2.          | 3.          | 45,44    | 4.       | 6.       | 45,63   | 8.       |
| Marian Gęsicki                                                          | 800 m           | 1:46,36  | 4.       | 4.       |             |             |             | 1:47,06  | 6.       | 9.       | kiesett | kiesett  |
| Bronisław Malinowski                                                    | 1500 m          | 3:41,67  | 6.       | 20.      |             |             |             | kiesett  | kiesett  | kiesett  | kiesett | kiesett  |
| Bronisław Malinowski                                                    | 3000 m akadály  | 8:18,56  | 1.       | 1.       |             |             |             |          |          |          | 8:09,11 |          |
| Jerzy Hewelt                                                            | 400 m gát       | 51,39    | 3.       | 13.      |             |             |             | 50,57    | 7.       | 12.      | kiesett | kiesett  |
| Jerzy Gros                                                              | Maraton         |          |          |          |             |             |             |          |          |          | 2:28:45 | 47.      |
| Kazimierz Orzeł                                                         | Maraton         |          |          |          |             |             |             |          |          |          | 2:17:43 | 15.      |
| Bogusław Duda                                                           | 20 km gyaloglás |          |          |          |             |             |             |          |          |          | 1:33:53 | 21.      |
| Jan Ornoch                                                              | 20 km gyaloglás |          |          |          |             |             |             |          |          |          | 1:32:19 | 17.      |
| Andrzej Świerczyński Marian Woronin Bogdan Grzejszczak Zenon Licznerski | 4 × 100 m váltó | 39,41    | 3.       | 3.       |             |             |             | 39,09    | 1.       | 2.       | 38,83   | 4.       |
| Ryszard Podlas Jan Werner Zbigniew Jaremski Jerzy Pietrzyk              | 4 × 400 m váltó | 3:03,03  | 1.       | 2.       |             |             |             |          |          |          | 3:01,43 |          |

| Versenyző             | Versenyszám   | Selejtező | Selejtező | Döntő    | Döntő    |
| Versenyző             | Versenyszám   | Eredmény  | Helyezés  | Eredmény | Helyezés |
| --------------------- | ------------- | --------- | --------- | -------- | -------- |
| Jacek Wszoła          | Magasugrás    | 216 cm    | 1.*       | 225 cm   |          |
| Wojciech Buciarski    | Rúdugrás      | 510 cm    | 1.**      | 545 cm   | 5.       |
| Władysław Kozakiewicz | Rúdugrás      | 510 cm    | 1.**      | 525 cm   | 11.      |
| Tadeusz Ślusarski     | Rúdugrás      | 510 cm    | 16.*      | 550 cm   |          |
| Grzegorz Cybulski     | Távolugrás    | 771 cm    | 13.       | kiesett  | kiesett  |
| Eugeniusz Biskupski   | Hármasugrás   | 16,46 m   | 9.        | 16,49 m  | 7.       |
| Michał Joachimowski   | Hármasugrás   | 16,29 m   | 13.       | kiesett  | kiesett  |
| Andrzej Sontag        | Hármasugrás   | 15,82 m   | 20.       | kiesett  | kiesett  |
| Stanisław Wołodko     | Diszkoszvetés | 59,42 m   | 18.       | kiesett  | kiesett  |
| Piotr Bielczyk        | Gerelyhajítás | 82,56 m   | 7.        | 86,50 m  | 4.       |

| Versenyző         | Versenyszám | 100 m | 100 m | Távolugrás | Távolugrás | Súlylökés | Súlylökés | Magasugrás | Magasugrás | 400 m | 400 m | 110 m gát | 110 m gát | Diszkoszvetés | Diszkoszvetés | Rúdugrás | Rúdugrás | Gerelyhajítás | Gerelyhajítás | 1500 m  | 1500 m | Végeredmény | Végeredmény |
| Versenyző         | Versenyszám | Idő   | Pont  | Eredmény   | Pont       | Eredmény  | Pont      | Eredmény   | Pont       | Idő   | Pont  | Idő       | Pont      | Eredmény      | Pont          | Eredmény | Pont     | Eredmény      | Pont          | Idő     | Pont   | Pont        | Helyezés    |
| ----------------- | ----------- | ----- | ----- | ---------- | ---------- | --------- | --------- | ---------- | ---------- | ----- | ----- | --------- | --------- | ------------- | ------------- | -------- | -------- | ------------- | ------------- | ------- | ------ | ----------- | ----------- |
| Ryszard Katus     | Tízpróba    | 11,06 | 847   | 704 cm     | 823        | 13,48 m   | 697       | 184 cm     | 661        | 49,87 | 821   | 14,51     | 910       | 42,28 m       | 711           | 450 cm   | 760      | 57,54 m       | 701           | 4:47,00 | 637    | 7568        | 12.         |
| Ryszard Skowronek | Tízpróba    | 11,02 | 856   | 726 cm     | 876        | 13,74 m   | 712       | 191 cm     | 723        | 47,91 | 913   | 14,75     | 880       | 45,34 m       | 774           | 480 cm   | 849      | 62,22 m       | 771           | 4:29,89 | 745    | 8099        | 5.          |

Női
| Versenyző         | Versenyszám | Előfutam | Előfutam | Előfutam | Negyeddöntő | Negyeddöntő | Negyeddöntő | Elődöntő | Elődöntő | Elődöntő | Döntő   | Döntő    |
| Versenyző         | Versenyszám | Idő      | Hely.    | Össz.    | Idő         | Hely.       | Össz.       | Idő      | Hely.    | Össz.    | Idő     | Helyezés |
| ----------------- | ----------- | -------- | -------- | -------- | ----------- | ----------- | ----------- | -------- | -------- | -------- | ------- | -------- |
| Irena Szewińska   | 400 m       | 52,75    | 3.       | 14.*     | 52,00       | 4.          | 14.         | 50,48    | 1.       | 1.       | 49,29   |          |
| Bożena Nowakowska | 100 m gát   | 13,05    | 1.       | 5.       |             |             |             | 13,04    | 5.       | 5.       | kiesett | kiesett  |
| Grażyna Rabsztyn  | 100 m gát   | 13,09    | 2.       | 7.       |             |             |             | 13,35    | 2.       | 7.       | 12,96   | 5.       |

| Versenyző     | Versenyszám   | Selejtező | Selejtező | Döntő    | Döntő    |
| Versenyző     | Versenyszám   | Eredmény  | Helyezés  | Eredmény | Helyezés |
| ------------- | ------------- | --------- | --------- | -------- | -------- |
| Danuta Rosani | Diszkoszvetés | kizárták  | kizárták  | kizárták | kizárták |

* - egy másik versenyzővel azonos eredményt/időt ért el

** - tíz másik versenyzővel azonos eredményt ért el

## Birkózás
Kötöttfogású
| Versenyző               | Versenyszám | 1. forduló                                | 2. forduló                             | 3. forduló                            | 4. forduló                                     | 5. forduló                     | 6. forduló                    | 7. forduló                | Döntő                                                                                           | Helyezés    |
| Versenyző               | Versenyszám | Ellenfél Eredmény                         | Ellenfél Eredmény                      | Ellenfél Eredmény                     | Ellenfél Eredmény                              | Ellenfél Eredmény              | Ellenfél Eredmény             | Ellenfél Eredmény         | Ellenfél Eredmény                                                                               | Helyezés    |
| ----------------------- | ----------- | ----------------------------------------- | -------------------------------------- | ------------------------------------- | ---------------------------------------------- | ------------------------------ | ----------------------------- | ------------------------- | ----------------------------------------------------------------------------------------------- | ----------- |
| Aleksander Zajączkowski | 48 kg       | Sirvano Valdes (CUB) · 6-11               | Gheorghe Berceanu (ROU) · kétvállas    | kiesett                               | kiesett                                        | kiesett                        |                               |                           | kiesett                                                                                         | helyezetlen |
| Czesław Stanjek         | 52 kg       | Jamsrangiin Mönkh–Ochir (MGL) · kizárták  | Antonino Caltabiano (ITA) · 6-11       | visszalépett                          | kiesett                                        | kiesett                        |                               |                           | kiesett                                                                                         | helyezetlen |
| Józef Lipień            | 57 kg       | Mihai Boţilă (ROU) · kizárták             | Szuga Josima (JPN) · 16-12             | Pertti Ukkola (FIN) · 9-4             | Farhat Musztafin (URS) · 4-29                  | kiesett                        |                               |                           | kiesett                                                                                         | helyezetlen |
| Kazimierz Lipień        | 62 kg       | Howard Stupp (CAN) · 37-0                 | Joaquim Jesus Vieira (POR) · kétvállas | Sztojan Lazarov (BUL) · 16-0          | Sztéliosz Mijákisz (GRE) · kizárták            | erőnyerő                       | Nelszon Davigyan (URS) · 6-10 | Réczi László (HUN) · 13-4 | Hozott eredmény · Nelszon Davigyan (URS) · 6-10 · Hozott eredmény · Réczi László (HUN) · 13-4   |             |
| Andrzej Supron          | 68 kg       | Ştefan Rusu (ROU) · 1-13                  | Jacques Van Lancker (BEL) · kétvállas  | Nedelcso Nedev (BUL) · 9-7            | Kim Hemjong (Kim Hae-myeong) (KOR) · kétvállas | Szuren Nalbangyan (URS) · 4-7  | kiesett                       |                           | kiesett                                                                                         | 5.          |
| Stanisław Krzesiński    | 74 kg       | Mikko Huhtala (FIN) · kizárták            | Idalberto Barban (CUB) · kizárták      | Klaus-Peter Göpfert (GDR) · kétvállas | kiesett                                        | kiesett                        |                               |                           | kiesett                                                                                         | helyezetlen |
| Adam Ostrowski          | 82 kg       | erőnyerő                                  | Giuseppe Vitucci (ITA) · kizárták      | Keijo Manni (FIN) · kizárták          | Leif Andersson (SWE) · 6-9                     | kiesett                        | kiesett                       |                           | kiesett                                                                                         | 8.          |
| Czesław Kwieciński      | 90 kg       | erőnyerő                                  | Szató Szadao (JPN) · kétvállas         | Hashem Kolahi (IRI) · kétvállas       | Valerij Rezancev (URS) · 3-9                   | Darko Nišavić (YUG) · kizárták |                               |                           | 1. mérkőzés · Sztojan Nikolov (BUL) · kizárták · Hozott eredmény · Valerij Rezancev (URS) · 3-9 |             |
| Andrzej Skrzydlewski    | 100 kg      | Bahram Moshtaghi (IRI) · kétvállas        | Daniel Verník (ARG) · kétvállas        | Brad Rheingans (USA) · 7-9            | Heinz Schäfer (FRG) · kétvállas                |                                |                               |                           | 1. mérkőzés · Nyikolaj Balbosin (URS) · kétvállas · 2. mérkőzés · Kamen Goranov (BUL) · 2-6     |             |
| Henryk Tomanek          | +100 kg     | Alekszandr Kolcsinszkij (URS) · kétvállas | Einar Gundersen (NOR) · kizárták       | William Lee (USA) · kizárták          | Alekszandar Tomov (BUL) · kétvállas            |                                |                               |                           | kiesett                                                                                         | 4.          |

Szabadfogású
| Versenyző         | Versenyszám | 1. forduló                               | 2. forduló                              | 3. forduló                           | 4. forduló                      | 5. forduló                     | 6. forduló        | Döntő             | Helyezés |
| Versenyző         | Versenyszám | Ellenfél Eredmény                        | Ellenfél Eredmény                       | Ellenfél Eredmény                    | Ellenfél Eredmény               | Ellenfél Eredmény              | Ellenfél Eredmény | Ellenfél Eredmény | Helyezés |
| ----------------- | ----------- | ---------------------------------------- | --------------------------------------- | ------------------------------------ | ------------------------------- | ------------------------------ | ----------------- | ----------------- | -------- |
| Władysław Stecyk  | 52 kg       | Jamsrangiin Mönkh–Ochir (MGL) · kizárták | Julien Mewis (BEL) · kétvállas          | Nermedin Szelimov (BUL) · 11-8       | Takada Júdzsi (JPN) · kétvállas | Alekszandr Ivanov (URS) · 5-26 |                   | kiesett           | 6.       |
| Zbigniew Żedzicki | 57 kg       | erőnyerő                                 | Joe Corso (USA) · kétvállas             | Li Ho-Pyong (PRK) · 10-13            | Miho Dukov (BUL) · 7-14         | kiesett                        | kiesett           | kiesett           | 8.       |
| Henryk Mazur      | 82 kg       | Mehmet Uzun (TUR) · 9-4                  | Mohamed Hassan Mohebbi (IRI) · 13-10    | Ibrahim Diop (SEN) · kétvállas       | Adolf Seger (FRG) · 6-26        | kiesett                        | kiesett           | kiesett           | 6.       |
| Paweł Kurczewski  | 90 kg       | Molnár Géza (HUN) · 6-3                  | Muhammad Salah-ud-din (PAK) · kétvállas | Horst Stottmeister (GDR) · kétvállas | Keijo Manni (FIN) · kétvállas   | Ben Peterson (USA) · 4-13      | kiesett           | kiesett           | 6.       |

## Cselgáncs
| Versenyző         | Versenyszám  | Csoport | Selejtező         | 32-es főtábla                 | Nyolcaddöntő               | Negyeddöntő       | Elődöntő          | Vigaszág negyeddöntő      | Vigaszág elődöntő        | Bronz- mérkőzés                          | Döntő             | Helyezés |
| Versenyző         | Versenyszám  | Csoport | Ellenfél Eredmény | Ellenfél Eredmény             | Ellenfél Eredmény          | Ellenfél Eredmény | Ellenfél Eredmény | Ellenfél Eredmény         | Ellenfél Eredmény        | Ellenfél Eredmény                        | Ellenfél Eredmény | Helyezés |
| ----------------- | ------------ | ------- | ----------------- | ----------------------------- | -------------------------- | ----------------- | ----------------- | ------------------------- | ------------------------ | ---------------------------------------- | ----------------- | -------- |
| Marian Standowicz | Könnyűsúly   | B       |                   | Manuel Luna (VEN) · GY        | Héctor Rodríguez (CUB) · V |                   |                   |                           | José Gomes (POR) · GY    | Tuncsik József (HUN) · V                 |                   | 5.       |
| Marian Tałaj      | Váltósúly    | B       |                   | Vlagyimir Nyevzorov (URS) · V |                            |                   |                   | Thomas Hagmann (SUI) · GY | John Van Hoek (AUS) · GY | I Cshangszon (Lee Chang-Seon) (KOR) · GY |                   |          |
| Adam Adamczyk     | Középsúly    | A       |                   | Daniel Guldemont (BEL) · GY   | Slavko Obadov (YUG) · V    | kiesett           | kiesett           |                           |                          |                                          |                   | 13.      |
| Antoni Reiter     | Félnehézsúly | B       | erőnyerő          | Paul Büchel (LIE) · GY        | Dietmar Lorenz (GDR) · V   | kiesett           | kiesett           |                           |                          |                                          |                   | 12.      |
| Waldemar Zausz    | Nehézsúly    | A       |                   | Keith Remfry (GBR) · V        | kiesett                    | kiesett           | kiesett           |                           |                          |                                          |                   | 17.      |
| Waldemar Zausz    | Nyílt        | A       |                   | Jean-Luc Rougé (FRA) · V      | kiesett                    | kiesett           | kiesett           |                           |                          |                                          |                   | 16.      |

## Evezés
Férfi
| Versenyző                                                                                     | Versenyszám              | Előfutam | Előfutam | Vigaszág | Vigaszág | Elődöntő | Elődöntő | Döntő | Döntő   | Döntő | Helyezés |
| Versenyző                                                                                     | Versenyszám              | Idő      | Hely.    | Idő      | Hely.    | Idő      | Hely.    | Típus | Idő     | Hely. | Helyezés |
| --------------------------------------------------------------------------------------------- | ------------------------ | -------- | -------- | -------- | -------- | -------- | -------- | ----- | ------- | ----- | -------- |
| Alfons Ślusarski Zbigniew Ślusarski                                                           | Kormányos nélküli kettes | 6:58,98  | 2.       | erőnyerő | erőnyerő | 6:44,64  | 5.       | B     | 7:35,53 | 5.    | 11.      |
| Ryszard Stadniuk Grzegorz Stellak Ryszard Kubiak (kormányos)                                  | Kormányos kettes         | 7:43,45  | 4.       | 7:23,17  | 1.       | 7:09,33  | 3.       | A     | 8:23,02 | 6.    | 6.       |
| Jerzy Broniec Adam Tomasiak Jerzy Ulczyński Ryszard Burak Włodzimierz Chmielewski (kormányos) | Kormányos négyes         | 6:42,55  | 4.       | 6:22,16  | 1.       | 6:13,53  | 5.       | B     | 6:51,85 | 2.    | 8.       |

Női
| Versenyző | Versenyszám              | Előfutam | Előfutam | Vigaszág | Vigaszág | Döntő | Döntő   | Döntő | Helyezés |
| Versenyző | Versenyszám              | Idő      | Hely.    | Idő      | Hely.    | Típus | Idő     | Hely. | Helyezés |
| --- | ------------------------ | -------- | -------- | -------- | -------- | ----- | ------- | ----- | -------- |
| Ewa Ambroziak | Egypárevezős             | 3:58,09  | 5.       | 4:16,74  | 4.       | B     | 4:26,60 | 3.    | 9.       |
| Anna Krzemińska-Karbowiak Małgorzata Kawalska | Kormányos nélküli kettes | 3:41,05  | 5.       | 4:02,20  | 4.       | B     | 4:03,26 | 2.    | 8.       |
| Anna Brandysiewicz Bogusława Kozłowska-Tomasiak Barbara Wenta-Wojciechowska Danuta Konkalec Róża Data Mieczysława Franczyk Maria Stadnicka Aleksandra Kaczyńska Dorota Zdanowska (kormányos) | Nyolcas                  | 3:06,67  | 3.       | 3:18,18  | 5.       | B     | 3:32,48 | 1.    | 7.       |

## Íjászat
| Versenyző               | Versenyszám  | 1. forduló | 1. forduló | 2. forduló | 2. forduló | Összesítés | Összesítés |
| Versenyző               | Versenyszám  | Pont       | Hely.      | Pont       | Hely.      | Pont       | Helyezés   |
| ----------------------- | ------------ | ---------- | ---------- | ---------- | ---------- | ---------- | ---------- |
| Jan Popowicz            | Férfi egyéni | 1154       | 22.        | 1201       | 20.        | 2355       | 17.        |
| Wojciech Szymańczyk     | Férfi egyéni | 1137       | 25.        | 1209       | 16.        | 2346       | 22.        |
| Jadwiga Szosler-Wilejto | Női egyéni   | 1200       | 4.         | 1195       | 9.         | 2395       | 6.         |
| Irena Szydłowska        | Női egyéni   | 1127       | 18.        | 1137       | 18.        | 2264       | 20.        |

## Kajak-kenu
Férfi
| Versenyző                                                        | Versenyszám         | Előfutam | Előfutam | Előfutam | Vigaszág | Vigaszág | Vigaszág | Elődöntő | Elődöntő | Elődöntő | Döntő   | Döntő    |
| Versenyző                                                        | Versenyszám         | Idő      | Hely.    | Össz.    | Idő      | Hely.    | Össz.    | Idő      | Hely.    | Össz.    | Idő     | Helyezés |
| ---------------------------------------------------------------- | ------------------- | -------- | -------- | -------- | -------- | -------- | -------- | -------- | -------- | -------- | ------- | -------- |
| Grzegorz Śledziewski                                             | Kajak egyes 500 m   | 1:54,27  | 1.       | 2.       | erőnyerő | erőnyerő | erőnyerő | 1:52,39  | 1.       | 2.       | 1:48,49 | 5.       |
| Grzegorz Śledziewski                                             | Kajak egyes 1000 m  | 3:55,76  | 2.       | 4.       | erőnyerő | erőnyerő | erőnyerő | 3:46,88  | 1.       | 3.       | 3:54,29 | 8.       |
| Ryszard Oborski Grzegorz Śledziewski                             | Kajak kettes 500 m  | 1:46,31  | 6.       | 13.      | 1:47,30  | 2.       | 8.       | 1:41,65  | 4.       | 11.      | kiesett | kiesett  |
| Ryszard Tylewski Daniel Wełna                                    | Kajak kettes 1000 m | 3:36,57  | 3.       | 10.      | erőnyerő | erőnyerő | erőnyerő | 3:29,07  | 4.       | 8.       | kiesett | kiesett  |
| Henryk Budzicz Kazimierz Górecki Grzegorz Kołtan Ryszard Oborski | Kajak négyes 1000 m | 3:07,91  | 2.       | 4.       | erőnyerő | erőnyerő | erőnyerő | 3:13,62  | 3.       | 6.       | 3:12,17 | 5.       |
| Ryszard Kosiński                                                 | Kenu egyes 500 m    | 2:16,60  | 6.       | 13.      | 2:08,06  | 3.       | 6.       | 2:12,71  | 4.       | 10.      | kiesett | kiesett  |
| Jerzy Opara Andrzej Gronowicz                                    | Kenu kettes 500 m   | 1:58,90  | 3.       | 7.       | erőnyerő | erőnyerő | erőnyerő | 1:49,04  | 1.       | 1.       | 1:47,77 |          |
| Jerzy Opara Andrzej Gronowicz                                    | Kenu kettes 1000 m  | 3:52,58  | 1.       | 6.       | erőnyerő | erőnyerő | erőnyerő | 3:59,34  | 1.       | 6.       | 3:59,56 | 4.       |

Női
| Versenyző                                 | Versenyszám        | Előfutam | Előfutam | Előfutam | Vigaszág | Vigaszág | Vigaszág | Elődöntő | Elődöntő | Elődöntő | Döntő   | Döntő    |
| Versenyző                                 | Versenyszám        | Idő      | Hely.    | Össz.    | Idő      | Hely.    | Össz.    | Idő      | Hely.    | Össz.    | Idő     | Helyezés |
| ----------------------------------------- | ------------------ | -------- | -------- | -------- | -------- | -------- | -------- | -------- | -------- | -------- | ------- | -------- |
| Ewa Kamińska-Eichler                      | Kajak egyes 500 m  | 2:12,38  | 1.       | 2.       | erőnyerő | erőnyerő | erőnyerő | 2:08,48  | 1.       | 4.       | 2:05,16 | 4.       |
| Maria Kazanecka-Górecka Katarzyna Kulczak | Kajak kettes 500 m | 2:01,45  | 3.       | 10.      | erőnyerő | erőnyerő | erőnyerő | 1:53,50  | 3.       | 5.       | 1:55,05 | 6.       |

## Kerékpározás

### Országúti kerékpározás
Férfi
| Versenyző                                                             | Versenyszám     | Idő             | Helyezés |
| --------------------------------------------------------------------- | --------------- | --------------- | -------- |
| Jan Brzeźny                                                           | Mezőnyverseny   | 4:49:01 (+2:09) | 30.      |
| Mieczysław Nowicki                                                    | Mezőnyverseny   | 4:47:23 (+0:31) |          |
| Stanisław Szozda                                                      | Mezőnyverseny   | 4:49:01 (+2:09) | 11.      |
| Ryszard Szurkowski                                                    | Mezőnyverseny   | 4:49:01 (+2:09) | 12.      |
| Tadeusz Mytnik Mieczysław Nowicki Stanisław Szozda Ryszard Szurkowski | Csapat időfutam | 2:09:13 (+0:20) |          |

### Pálya-kerékpározás
Sprintverseny
| Versenyző      | Versenyszám  | 1. forduló                   | 1. forduló | Vigaszág             | Vigaszág | Nyolcaddöntő                                         | Nyolcaddöntő | Vigaszág selejtező                                 | Vigaszág selejtező | Vigaszág döntő       | Vigaszág döntő | Negyeddöntő          | 5–8. helyért           | 5–8. helyért | Elődöntő             | Döntő                | Helyezés    |
| Versenyző      | Versenyszám  | Ellenfél Győztes idő         | Hely.      | Ellenfél Győztes idő | Hely.    | Ellenfelek Győztes idő                               | Hely.        | Ellenfelek Győztes idő                             | Hely.              | Ellenfél Győztes idő | Hely.          | Ellenfél Győztes idő | Ellenfelek Győztes idő | Hely.        | Ellenfél Győztes idő | Ellenfél Győztes idő | Helyezés    |
| -------------- | ------------ | ---------------------------- | ---------- | -------------------- | -------- | ---------------------------------------------------- | ------------ | -------------------------------------------------- | ------------------ | -------------------- | -------------- | -------------------- | ---------------------- | ------------ | -------------------- | -------------------- | ----------- |
| Benedykt Kocot | Férfi egyéni | Leslie Rawlins (TRI) · 11,79 | 1.         |                      |          | Niels Fredborg (DEN) · Dieter Berkmann (FRG) · 11,59 | 3.           | Richard Tormen (CHI) · Stanley Smith (BAR) · 11,75 | 2.                 | kiesett              | kiesett        | kiesett              | kiesett                | kiesett      | kiesett              | kiesett              | helyezetlen |

Időfutam
| Versenyző          | Versenyszám  | Idő      | Helyezés |
| ------------------ | ------------ | -------- | -------- |
| Janusz Kierzkowski | Férfi egyéni | 1:07,660 | 4.       |

Üldözőversenyek
| Versenyző                                                         | Versenyszám  | Selejtező | Selejtező | Nyolcaddöntő                 | Nyolcaddöntő | Nyolcaddöntő | Negyeddöntő                                                                                | Negyeddöntő | Negyeddöntő | Elődöntő     | Elődöntő  | Elődöntő | Döntő        | Döntő     | Helyezés |
| Versenyző                                                         | Versenyszám  | Idő       | Hely.     | Ellenfél Idő                 | Saját idő    | Hely.        | Ellenfél Idő                                                                               | Saját idő   | Hely.       | Ellenfél Idő | Saját idő | Hely.    | Ellenfél Idő | Saját idő | Helyezés |
| ----------------------------------------------------------------- | ------------ | --------- | --------- | ---------------------------- | ------------ | ------------ | ------------------------------------------------------------------------------------------ | ----------- | ----------- | ------------ | --------- | -------- | ------------ | --------- | -------- |
| Jan Jankiewicz                                                    | Férfi egyéni | 4:51,48   | 7.        | Michal Klasa (TCH) · 4:49,84 | 4:54,94      | 10.          | kiesett                                                                                    | kiesett     | kiesett     | kiesett      | kiesett   | kiesett  | kiesett      | kiesett   | 10.      |
| Jan Jankiewicz Czesław Lang Krzysztof Sujka Zbigniew Szczepkowski | Férfi csapat | 4:27,21   | 5.        |                              |              |              | Nagy-Britannia (GBR) · Ian Banbury · Michael Bennett · Robin Croker · Ian Hallam · 4:23,78 | 4:27,13     | 5.          | kiesett      | kiesett   | kiesett  | kiesett      | kiesett   | 5.       |

## Kézilabda

### Férfi
| Lengyel férfi kézilabdacsapat-játékoskeret                                                                              | Lengyel férfi kézilabdacsapat-játékoskeret                                                                                                |
| --- | --- |
| - Zdzisław Antczak - Janusz Brzozowski - Piotr Cieśla - Jan Gmyrek - Alfred Kałuziński - Jerzy Klempel - Zygfryd Kuchta | - Jerzy Melcer - Ryszard Przybysz - Henryk Rozmiarek - Andrzej Sokołowski - Andrzej Szymczak - Mieczysław Wojczak - Włodzimierz Zieliński |

#### Eredmények
Csoportkör
B csoport
| Csapat                 | M                               | Gy                              | D                               | V                               | G+                              | G–                              | Gk                              | P                               |
| ---------------------- | ------------------------------- | ------------------------------- | ------------------------------- | ------------------------------- | ------------------------------- | ------------------------------- | ------------------------------- | ------------------------------- |
| Románia (ROU)          | 4                               | 3                               | 1                               | 0                               | 91                              | 71                              | +20                             | 7                               |
| Lengyelország (POL)    | 4                               | 3                               | 0                               | 1                               | 80                              | 71                              | +9                              | 6                               |
| Magyarország (HUN)     | 4                               | 2                               | 0                               | 2                               | 92                              | 82                              | +10                             | 4                               |
| Csehszlovákia (TCH)    | 4                               | 1                               | 1                               | 2                               | 85                              | 82                              | +3                              | 3                               |
| Egyesült Államok (USA) | 4                               | 0                               | 0                               | 4                               | 80                              | 122                             | –42                             | 0                               |
| Tunézia (TUN)          | Két mérkőzés után visszalépett. | Két mérkőzés után visszalépett. | Két mérkőzés után visszalépett. | Két mérkőzés után visszalépett. | Két mérkőzés után visszalépett. | Két mérkőzés után visszalépett. | Két mérkőzés után visszalépett. | Két mérkőzés után visszalépett. |

| 1976. július 18. | Lengyelország (POL) | 26 – 12 | Tunézia (TUN) | Sherbrooke |
| 1976. július 18. |                     |         |               | Sherbrooke |
| 1976. július 18. |                     |         |               | Sherbrooke |

| 1976. július 20. | Lengyelország (POL) | 18 – 16 | Magyarország (HUN) | Sherbrooke |
| 1976. július 20. | Kałuziński 8        | (7–8)   | Varga 7            | Sherbrooke |
| 1976. július 20. |                     |         |                    | Sherbrooke |

| 1976. július 22. | Lengyelország (POL) | 21 – 18 | Csehszlovákia (TCH) | Québec |
| 1976. július 22. | Melcer, Gmyrek 5    | (8–7)   | Mikeš 6             | Québec |
| 1976. július 22. |                     |         |                     | Québec |

| 1976. július 24. | Lengyelország (POL) | 26 – 20 | Egyesült Államok (USA) | Montréal |
| 1976. július 24. | Klempel, Przybysz 8 | (14–10) | Rogers 8               | Montréal |
| 1976. július 24. |                     |         |                        | Montréal |

| 1976. július 26. | Románia (ROU) | 17 – 15 | Lengyelország (POL) | Québec |
| 1976. július 26. | Birtalan 8    | (8–6)   | Klempel 6           | Québec |
| 1976. július 26. |               |         |                     | Québec |

Bronzmérkőzés
| 1976. július 28. | NSZK (FRG)      | 18 – 21 | Lengyelország (POL)   | Montréal |
| 1976. július 28. | három játékos 4 | (9–11)  | Klempel, Kałuziński 6 | Montréal |
| 1976. július 28. |                 |         |                       | Montréal |

| Csapat              | Helyezés |
| ------------------- | -------- |
| Lengyelország (POL) |          |

## Labdarúgás
| Lengyel labdarúgócsapat-játékoskeret | Lengyel labdarúgócsapat-játékoskeret |
| --- | --- |
| - Jan Benigier - Lesław Ćmikiewicz - Kazimierz Deyna - Jerzy Gorgoń - Henryk Kasperczak - Kazimierz Kmiecik - Grzegorz Lato - Zygmunt Maszczyk - Piotr Mowlik | - Roman Ogaza - Wojciech Rudy - Andrzej Szarmach - Antoni Szymanowski - Jan Tomaszewski - Władysław Żmuda - Henryk Wawrowski - Henryk Wieczorek |

### Eredmények
Csoportkör
C csoport
| Csapat        | M            | Gy           | D            | V            | G+           | G–           | Gk           | P            |
| ------------- | ------------ | ------------ | ------------ | ------------ | ------------ | ------------ | ------------ | ------------ |
| Lengyelország | 2            | 1            | 1            | 0            | 3            | 2            | +1           | 3            |
| Irán          | 2            | 1            | 0            | 1            | 3            | 3            | 0            | 2            |
| Kuba          | 2            | 0            | 1            | 1            | 0            | 1            | –1           | 1            |
| Ghána         | visszalépett | visszalépett | visszalépett | visszalépett | visszalépett | visszalépett | visszalépett | visszalépett |

| 1976. július 18. 12:00 |

| Lengyelország (POL) | 0–0         | Kuba |
| ------------------- | ----------- | ---- |
|                     | Jegyzőkönyv |      |

| Lansdowne Park, Ottawa Nézőszám: 29 417 Játékvezető: Ávráhám Klein (izraeli) |

| 1976. július 22. 12:00 |

| Lengyelország (POL)        | 3–2               | Irán                 |
| -------------------------- | ----------------- | -------------------- |
| Szarmach 48' 75' Deyna 51' | (0–1) Jegyzőkönyv | Parvin 6' Rovsan 79' |

| Olimpiai Stadion, Montréal Nézőszám: 32 309 Játékvezető: Arnaldo Coelho (brazil) |

Negyeddöntő
| 1976. július 25. 12:00 |

| Lengyelország (POL)                           | 5–0               | Észak-Korea             |
| --------------------------------------------- | ----------------- | ----------------------- |
| Szarmach 13' 49' Lato 59' 79' Szymanowski 64' | (1–0) Jegyzőkönyv | An Szeuk (An Se-Uk) 56′ |

| Olimpiai Stadion, Montréal Nézőszám: 46 885 Játékvezető: Paul Schiller (osztrák) |

Elődöntő
| 1976. július 27. 12:00 |

| Lengyelország (POL) | 2–0               | Brazília |
| ------------------- | ----------------- | -------- |
| Szarmach 51' 82'    | (0–0) Jegyzőkönyv |          |

| Varsity Stadium, Toronto Nézőszám: 21 743 Játékvezető: John Paterson (skót) |

Döntő
| 1976. július 31. |

| NDK (GDR)                         | 3–1               | Lengyelország |
| --------------------------------- | ----------------- | ------------- |
| Schade 7' Hoffmann 14' Häfner 84' | (2–0) Jegyzőkönyv | Lato 59'      |

| Olimpiai Stadion, Montréal Nézőszám: 71 617 Játékvezető: Ramón Barreto (uruguayi) |

| Csapat              | Helyezés |
| ------------------- | -------- |
| Lengyelország (POL) |          |

## Ökölvívás
| Versenyző          | Versenyszám   | Selejtező         | 32-es főtábla                             | Nyolcaddöntő                      | Negyeddöntő                     | Elődöntő                       | Döntő                    | Helyezés |
| Versenyző          | Versenyszám   | Ellenfél Eredmény | Ellenfél Eredmény                         | Ellenfél Eredmény                 | Ellenfél Eredmény               | Ellenfél Eredmény              | Ellenfél Eredmény        | Helyezés |
| ------------------ | ------------- | ----------------- | ----------------------------------------- | --------------------------------- | ------------------------------- | ------------------------------ | ------------------------ | -------- |
| Henryk Średnicki   | Papírsúly     |                   | Louis Curtis (USA) · 5-0                  | Ri Bjonguk (PRK) · 2-3            | kiesett                         | kiesett                        | kiesett                  | 9.       |
| Leszek Błażyński   | Légsúly       | erőnyerő          | Antônio Toledo Filho (BRA) · KO           | Fazlija Šaćirović (YUG) · 3-2     | Alfredo Pérez (VEN) · 3-2       | Leo Randolph (USA) · 1-4       | kiesett                  |          |
| Leszek Borkowski   | Harmatsúly    | erőnyerő          | Patrick Cowdell (GBR) · 0-5               | kiesett                           | kiesett                         | kiesett                        | kiesett                  | 15.      |
| Leszek Kosedowski  | Pehelysúly    | erőnyerő          | Cornelius Boza (UGA) · nem vett részt     | Camille Huard (CAN) · 5-0         | Bratislav Ristić (YUG) · 5-0    | Richard Nowakowski (GDR) · 0-5 | kiesett                  |          |
| Bogdan Gajda       | Könnyűsúly    | erőnyerő          | Cleveland Denny (GUY) · nem vett részt    | Vaszilij Szolomin (URS) · 0-5     | kiesett                         | kiesett                        | kiesett                  | 9.       |
| Kazimierz Szczerba | Kisváltósúly  | erőnyerő          | Josiah Nhlengethwa (SWZ) · nem vett részt | Sodnomyn Gombo (MGL) · 3-2        | Luis Portillo (ARG) · 5-0       | Sugar Ray Leonard (USA) · 0-5  | kiesett                  |          |
| Zbigniew Kicka     | Váltósúly     | erőnyerő          | Clinton Jackson (USA) · 0-5               | kiesett                           | kiesett                         | kiesett                        | kiesett                  | 17.      |
| Jerzy Rybicki      | Nagyváltósúly |                   | erőnyerő                                  | Charles Walker (USA) · 3-2        | Wilfredo Guzman (PUR) · 5-0     | Viktor Szavcsenko (URS) · 3-2  | Tadija Kačar (YUG) · 5-0 |          |
| Ryszard Pasiewicz  | Középsúly     |                   | erőnyerő                                  | Jean-Pierre Malavasi (FRA) · KO   | Michael Spinks (USA) · 0-5      | kiesett                        | kiesett                  | 5.       |
| Janusz Gortat      | Félnehézsúly  |                   | Milosav Popović (YUG) · 3-2               | Georgi Sztoimenov (BUL) · feladta | Juan Domingo Suárez (ARG) · 4-1 | Leon Spinks (USA) · 0-5        | kiesett                  |          |
| Andrzej Biegalski  | Nehézsúly     |                   | erőnyerő                                  | John Tate (USA) · 0-5             | kiesett                         | kiesett                        | kiesett                  | 9.       |

## Öttusa
| Versenyző                                                   | Versenyszám | Lovaglás | Lovaglás | Lovaglás | Lovaglás | Vívás    | Vívás | Vívás | Lövészet | Lövészet | Lövészet | Úszás   | Úszás | Úszás | Futás   | Futás | Futás | Összesen    | Összesen |
| Versenyző                                                   | Versenyszám | Idő      | Bünt.    | Pont     | Hely.    | Eredmény | Pont  | Hely. | Pontszám | Pont     | Hely.    | Idő     | Pont  | Hely. | Idő     | Pont  | Hely. | Összes pont | Helyezés |
| ----------------------------------------------------------- | ----------- | -------- | -------- | -------- | -------- | -------- | ----- | ----- | -------- | -------- | -------- | ------- | ----- | ----- | ------- | ----- | ----- | ----------- | -------- |
| Zbigniew Pacelt                                             | Egyéni      | 1:46,5   | 0        | 1100     | 3.       | 15–30    | 592   | 42.*  | 191      | 890      | 26.      | 3:15,80 | 1308  | 2.    | 13:29,7 | 1138  | 28.   | 5028        | 19.      |
| Janusz Pyciak-Peciak                                        | Egyéni      | 2:00,9   | 34       | 1066     | 24.      | 29–16    | 928   | 5.*   | 196      | 1044     | 3.       | 3:33,88 | 1164  | 17.   | 12:29,7 | 1318  | 3.    | 5520        |          |
| Krzysztof Trybusiewicz                                      | Egyéni      | 1:58,8   | 96       | 1004     | 37.      | 17–28    | 640   | 40.*  | 193      | 978      | 12.      | 3:45,13 | 1072  | 35.   | 13:32,5 | 1129  | 30.   | 4823        | 34.      |
| Zbigniew Pacelt Janusz Pyciak-Peciak Krzysztof Trybusiewicz | Csapat      |          |          | 3170     | 6.       |          | 2132  | 11.   |          | 2912     | 3.       |         | 3544  | 3.    |         | 3585  | 2.    | 15343       | 4.       |

* - egy másik versenyzővel azonos eredményt ért el

## Röplabda

### Férfi
| Lengyel férfi röplabdacsapat-játékoskeret                                                                 | Lengyel férfi röplabdacsapat-játékoskeret                                                                                    |
| --- | --- |
| - Bronisław Bebel - Ryszard Bosek - Wiesław Gawłowski - Marek Karbarz - Lech Łasko - Zbigniew Lubiejewski | - Mirosław Rybaczewski - Włodzimierz Sadalski - Edward Skorek - Włodzimierz Stefański - Tomasz Wójtowicz - Zbigniew Zarzycki |

#### Eredmények
Csoportkör
A csoport
|                     |      | Mérkőzések | Mérkőzések | Szettek | Szettek | Szettek | Pontok | Pontok | Pontok |
| Csapat              | Pont | Gy         | V          | Sz+     | Sz–     | SzA     | P+     | P–     | PA     |
| ------------------- | ---- | ---------- | ---------- | ------- | ------- | ------- | ------ | ------ | ------ |
| Lengyelország (POL) | 8    | 4          | 0          | 12      | 5       | 2,400   | 235    | 172    | 1,366  |
| Kuba (CUB)          | 7    | 3          | 1          | 11      | 4       | 2,750   | 208    | 142    | 1,465  |
| Csehszlovákia (TCH) | 6    | 2          | 2          | 8       | 7       | 1,143   | 182    | 177    | 1,028  |
| Dél-Korea (KOR)     | 5    | 1          | 3          | 6       | 9       | 0,667   | 146    | 187    | 0,781  |
| Kanada (CAN)        | 4    | 0          | 4          | 0       | 12      | 0,000   | 88     | 181    | 0,486  |

| 1976. július 18. 15:00 | Lengyelország (POL)             | 3 – 2 | Dél-Korea (KOR) |  |
| 1976. július 18. 15:00 | (12–15, 6–15, 15–6, 15–6, 15–5) |       |                 |  |

| 1976. július 19. 13:00 | Kanada (CAN)       | 0 – 3 | Lengyelország (POL) |  |
| 1976. július 19. 13:00 | (4–15, 7–15, 6–15) |       |                     |  |

| 1976. július 21. 13:00 | Lengyelország (POL)               | 3 – 2 | Kuba (CUB) |  |
| 1976. július 21. 13:00 | (13–15, 10–15, 15–6, 15–9, 20–18) |       |            |  |

| 1976. július 23. 21:30 | Csehszlovákia (TCH)        | 1 – 3 | Lengyelország (POL) |  |
| 1976. július 23. 21:30 | (15–8, 11–15, 5–15, 14–16) |       |                     |  |

Elődöntő
| 1976. július 29. 21:30 | Lengyelország (POL)               | 3 – 2 | Japán (JPN) |  |
| 1976. július 29. 21:30 | (15–17, 15–6, 15–6, 10–15, 15–10) |       |             |  |

Döntő
| 1976. július 30. 21:30 | Szovjetunió (URS)                  | 2 – 3 | Lengyelország (POL) |  |
| 1976. július 30. 21:30 | (15–11, 13–15, 15–12, 17–19, 7–15) |       |                     |  |

| Csapat              | Helyezés |
| ------------------- | -------- |
| Lengyelország (POL) |          |

## Sportlövészet
Nyílt
| Versenyző           | Versenyszám           | Pont | Helyezés |
| ------------------- | --------------------- | ---- | -------- |
| Maciej Orlik        | Gyorstüzelő pisztoly  | 585  | 27.      |
| Józef Zapędzki      | Gyorstüzelő pisztoly  | 556  | 45.      |
| Sławomir Romanowski | Szabadpisztoly        | 553  | 12.      |
| Zygmunt Bogdziewicz | Futócéllövészet       | 553  | 15.      |
| Jerzy Greszkiewicz  | Futócéllövészet       | 571  |          |
| Stanisław Marucha   | Sportpuska, fekvő     | 587  | 37.      |
| Andrzej Trajda      | Sportpuska, fekvő     | 589  | 28.      |
| Eugeniusz Pędzisz   | Sportpuska, összetett | 1144 | 14.      |
| Romuald Siemionow   | Sportpuska, összetett | 1137 | 24.      |
| Adam Smelczyński    | Trap                  | 183  | 6.       |
| Wiesław Gawlikowski | Skeet                 | 196  |          |
| Andrzej Socharski   | Skeet                 | 192  | 14.      |

## Súlyemelés
| Versenyző           | Versenyszám | Szakítás                 | Szakítás                 | Lökés                    | Lökés                    | Összesen | Helyezés |
| Versenyző           | Versenyszám | Eredmény                 | Helyezés                 | Eredmény                 | Helyezés                 | Összesen | Helyezés |
| ------------------- | ----------- | ------------------------ | ------------------------ | ------------------------ | ------------------------ | -------- | -------- |
| Stefan Leletko      | 52 kg       | 95,0                     | 7.                       | 125,0                    | 6.                       | 220,0    | 6.       |
| Zygmunt Smalcerz    | 52 kg       | érvényes kísérlet nélkül | érvényes kísérlet nélkül | kiesett                  | kiesett                  | kiesett  | kiesett  |
| Grzegorz Cziura     | 56 kg       | 115,0                    | 2.                       | 137,5                    | 4.                       | 252,5    |          |
| Leszek Skorupa      | 56 kg       | 112,5                    | 3.                       | 137,5                    | 5.*                      | 250,0    | 4.       |
| Jan Łostowski       | 60 kg       | érvényes kísérlet nélkül | érvényes kísérlet nélkül | kiesett                  | kiesett                  | kiesett  | kiesett  |
| Antoni Pawlak       | 60 kg       | 120,0                    | 4.                       | érvényes kísérlet nélkül | érvényes kísérlet nélkül | kiesett  | kiesett  |
| Kazimierz Czarnecki | 67,5 kg     | 130,0                    | 3.                       | 165,0                    | 4.                       | 295,0    |          |
| Zbigniew Kaczmarek  | 67,5 kg     | kizárták                 | kizárták                 | kizárták                 | kizárták                 | kizárták | kizárták |
| Tadeusz Rutkowski   | 110 kg      | 167,5                    | 2.                       | 210,0                    | 4.                       | 377,5    |          |

* - egy másik versenyzővel azonos eredményt ért el

## Torna
Férfi
| Versenyző                                                                               | Versenyszám      | Selejtező | Selejtező | Döntő    | Döntő    |
| Versenyző                                                                               | Versenyszám      | Pontszám  | Helyezés  | Pontszám | Helyezés |
| --------------------------------------------------------------------------------------- | ---------------- | --------- | --------- | -------- | -------- |
| Grzegorz Ciastek                                                                        | Talaj            | 17,65     | 61.       | kiesett  | kiesett  |
| Grzegorz Ciastek                                                                        | Ugrás            | 18,15     | 66.       | kiesett  | kiesett  |
| Grzegorz Ciastek                                                                        | Korlát           | 17,25     | 79.       | kiesett  | kiesett  |
| Grzegorz Ciastek                                                                        | Nyújtó           | 17,05     | 81.       | kiesett  | kiesett  |
| Grzegorz Ciastek                                                                        | Gyűrű            | 17,80     | 65.       | kiesett  | kiesett  |
| Grzegorz Ciastek                                                                        | Lólengés         | 17,45     | 73.       | kiesett  | kiesett  |
| Grzegorz Ciastek                                                                        | Egyéni összetett | 105,35    | 74.       | kiesett  | kiesett  |
| Łukasz Uhma                                                                             | Talaj            | 17,20     | 81.       | kiesett  | kiesett  |
| Łukasz Uhma                                                                             | Ugrás            | 18,55     | 40.       | kiesett  | kiesett  |
| Łukasz Uhma                                                                             | Korlát           | 18,05     | 50.       | kiesett  | kiesett  |
| Łukasz Uhma                                                                             | Nyújtó           | 17,40     | 71.       | kiesett  | kiesett  |
| Łukasz Uhma                                                                             | Gyűrű            | 17,80     | 65.       | kiesett  | kiesett  |
| Łukasz Uhma                                                                             | Lólengés         | 17,80     | 65.       | kiesett  | kiesett  |
| Łukasz Uhma                                                                             | Egyéni összetett | 106,80    | 65.       | kiesett  | kiesett  |
| Marian Pieczka                                                                          | Talaj            | 18,05     | 44.       | kiesett  | kiesett  |
| Marian Pieczka                                                                          | Ugrás            | 18,70     | 35.       | kiesett  | kiesett  |
| Marian Pieczka                                                                          | Korlát           | 16,75     | 85.       | kiesett  | kiesett  |
| Marian Pieczka                                                                          | Nyújtó           | 18,30     | 49.       | kiesett  | kiesett  |
| Marian Pieczka                                                                          | Gyűrű            | 17,60     | 70.       | kiesett  | kiesett  |
| Marian Pieczka                                                                          | Lólengés         | 18,35     | 41.       | kiesett  | kiesett  |
| Marian Pieczka                                                                          | Egyéni összetett | 107,75    | 61.*      | kiesett  | kiesett  |
| Andrzej Szajna                                                                          | Talaj            | 19,00     | 10.       | kiesett  | kiesett  |
| Andrzej Szajna                                                                          | Ugrás            | 19,10     | 7.        | kiesett  | kiesett  |
| Andrzej Szajna                                                                          | Korlát           | 19,00     | 9.        | 18,950   | 6.       |
| Andrzej Szajna                                                                          | Nyújtó           | 19,10     | 14.       | kiesett  | kiesett  |
| Andrzej Szajna                                                                          | Gyűrű            | 18,95     | 17.       | kiesett  | kiesett  |
| Andrzej Szajna                                                                          | Lólengés         | 18,70     | 25.       | kiesett  | kiesett  |
| Andrzej Szajna                                                                          | Egyéni összetett | 113,85    | 11.*      | 114,625  | 6.       |
| Roman Tkaczyk                                                                           | Talaj            | 17,75     | 59.       | kiesett  | kiesett  |
| Roman Tkaczyk                                                                           | Ugrás            | 18,15     | 66.       | kiesett  | kiesett  |
| Roman Tkaczyk                                                                           | Korlát           | 17,80     | 60.       | kiesett  | kiesett  |
| Roman Tkaczyk                                                                           | Nyújtó           | 17,70     | 65.       | kiesett  | kiesett  |
| Roman Tkaczyk                                                                           | Gyűrű            | 17,65     | 68.       | kiesett  | kiesett  |
| Roman Tkaczyk                                                                           | Lólengés         | 17,30     | 77.       | kiesett  | kiesett  |
| Roman Tkaczyk                                                                           | Egyéni összetett | 106,35    | 69.       | kiesett  | kiesett  |
| Mariusz Zasada                                                                          | Talaj            | 16,60     | 88.       | kiesett  | kiesett  |
| Mariusz Zasada                                                                          | Ugrás            | 18,40     | 54.       | kiesett  | kiesett  |
| Mariusz Zasada                                                                          | Korlát           | 18,45     | 31.       | kiesett  | kiesett  |
| Mariusz Zasada                                                                          | Nyújtó           | 18,20     | 53.       | kiesett  | kiesett  |
| Mariusz Zasada                                                                          | Gyűrű            | 17,35     | 76.       | kiesett  | kiesett  |
| Mariusz Zasada                                                                          | Lólengés         | 17,10     | 80.       | kiesett  | kiesett  |
| Mariusz Zasada                                                                          | Egyéni összetett | 106,10    | 71.       | kiesett  | kiesett  |
| Grzegorz Ciastek Łukasz Uhma Marian Pieczka Andrzej Szajna Roman Tkaczyk Mariusz Zasada | Csapat összetett |           |           | 544,85   | 11.      |

* - egy másik versenyzővel azonos eredményt ért el

## Úszás
Férfi
| Versenyző      | Versenyszám | Előfutam | Előfutam | Előfutam | Elődöntő | Elődöntő | Elődöntő | Döntő   | Döntő    |
| Versenyző      | Versenyszám | Idő      | Hely.    | Össz.    | Idő      | Hely.    | Össz.    | Idő     | Helyezés |
| -------------- | ----------- | -------- | -------- | -------- | -------- | -------- | -------- | ------- | -------- |
| Ryszard Żugaj  | 100 m hát   | 1:00,16  | 3.       | 16.      | 59,90    | 8.       | 16.      | kiesett | kiesett  |
| Ryszard Żugaj  | 200 m hát   | 2:12,53  | 6.       | 29.      |          |          |          | kiesett | kiesett  |
| Cezary Śmiglak | 100 m mell  | 1:08,02  | 5.       | 22.      | kiesett  | kiesett  | kiesett  | kiesett | kiesett  |
| Cezary Śmiglak | 200 m mell  | 2:27,41  | 6.       | 21.      |          |          |          | kiesett | kiesett  |

Női
| Versenyző       | Versenyszám | Előfutam | Előfutam | Előfutam | Elődöntő | Elődöntő | Elődöntő | Döntő   | Döntő    |
| Versenyző       | Versenyszám | Idő      | Hely.    | Össz.    | Idő      | Hely.    | Össz.    | Idő     | Helyezés |
| --------------- | ----------- | -------- | -------- | -------- | -------- | -------- | -------- | ------- | -------- |
| Anna Skolarczyk | 100 m mell  | 1:17,16  | 3.*      | 21.*     | kiesett  | kiesett  | kiesett  | kiesett | kiesett  |
| Anna Skolarczyk | 200 m mell  | 2:42,05  | 4.       | 18.      |          |          |          | kiesett | kiesett  |

* - egy másik versenyzővel azonos időt ért el

## Vitorlázás
Nyílt
| Versenyző       | Versenyszám | Futam | Futam | Futam | Futam | Futam | Futam  | Futam | Pontszám | Helyezés |
| Versenyző       | Versenyszám | 1     | 2     | 3     | 4     | 5     | 6      | 7     | Pontszám | Helyezés |
| --------------- | ----------- | ----- | ----- | ----- | ----- | ----- | ------ | ----- | -------- | -------- |
| Ryszard Blaszka | Finn dingi  | 28,0  | 28,0  | 8,0   | 10,0  | 8,0   | (31,0) | 31,0  | 113,0    | 16.      |

## Vívás
Férfi
| Versenyző                                                                              | Versenyszám       | Selejtező | Selejtező | Selejtező | Selejtező | Selejtező | Selejtező | Főtábla                            | Főtábla                                     | Vigaszág                        | Vigaszág                           | Vigaszág          | Döntő | Döntő                                      | Helyezés |
| Versenyző                                                                              | Versenyszám       | 1. kör | 1. kör    | 2. kör | 2. kör    | 3. kör | 3. kör    | 1. kör                             | 2. kör                                      | 1. kör                          | 2. kör                             | 3. kör            | Döntő | Döntő                                      | Helyezés |
| Versenyző                                                                              | Versenyszám       | Ellenfél Eredmény | Hely.     | Ellenfél Eredmény | Hely.     | Ellenfél Eredmény | Hely.     | Ellenfél Eredmény                  | Ellenfél Eredmény                           | Ellenfél Eredmény               | Ellenfél Eredmény                  | Ellenfél Eredmény | Ellenfél Eredmény | Hely.                                      | Helyezés |
| -------------------------------------------------------------------------------------- | ----------------- | --- | --------- | --- | --------- | --- | --------- | ---------------------------------- | ------------------------------------------- | ------------------------------- | ---------------------------------- | ----------------- | --- | ------------------------------------------ | -------- |
| Marek Dąbrowski                                                                        | Tőr, egyéni       | C. csoport · Vlagyimir Gyenyiszov (URS) · 4-5 · Szató Norijuki (JPN) · 3-5 · Marty Lang (USA) · 5-3 · José Samalot (PUR) · 5-1 · Kamuti Jenő (HUN) · 2-5      | 3.        | F. csoport · Aljakszandr Ramanykov (URS) · 1-5 · Greg Benko (AUS) · 3-5 · Jorge Garbey (CUB) · 5-4 · Barry Paul (GBR) · 5-3 · Kavacu Maszanori (JPN) · 4-5          | 4.        | A. csoport · Klaus Reichert (FRG) · 1-5 · Kuki Péter (ROU) · 4-5 · Greg Benko (AUS) · 5-4 · František Koukal (TCH) · 5-3 · Ed Ballinger (USA) · 4-5                            | 4.        | Christian Noël (FRA) · 10-8        | Vaszil Sztankovics (URS) · 3-10             |                                 | Christian Noël (FRA) · 5-10        | kiesett           | kiesett | kiesett                                    | 9.       |
| Lech Koziejowski                                                                       | Tőr, egyéni       | I. csoport · Kuki Péter (ROU) · 2-5 · Klaus Reichert (FRG) · 5-2 · Eduardo Jhons (CUB) · 5-4 · Daniel Feraud (ARG) · 5-1 · Ali Alamdari (IRI) · 4-5           | 3.        | A. csoport · Christian Noël (FRA) · 3-5 · Kuki Péter (ROU) · 1-5 · Vaszil Sztankovics (URS) · 5-4 · Hossein Niknam (IRI) · 5-1 · Jaroslav Jurka (TCH) · 4-5         | 4.        | D. csoport · Christian Noël (FRA) · 3-5 · Fabio Dal Zotto (ITA) · 0-5 · Vaszil Sztankovics (URS) · 3-5 · Ed Donofrio (USA) · 3-5 · Rob Bruniges (GBR) · 5-3                    | 5.        | kiesett                            | kiesett                                     | kiesett                         | kiesett                            | kiesett           | kiesett | kiesett                                    | 21.      |
| Ziemek Wojciechowski                                                                   | Tőr, egyéni       | G. csoport · Aljakszandr Ramanykov (URS) · 1-5 · Dzsingú Tosio (JPN) · 5-2 · Hossein Niknam (IRI) · 5-1 · Tudor Petruş (ROU) · 5-1 · Lehel Fekete (CAN) · 5-1 | 2.        | E. csoport · Bernard Talvard (FRA) · 5-2 · Graham Paul (GBR) · 5-4 · Szató Norijuki (JPN) · 5-4 · Enrique Salvat (CUB) · 2-5 · Carlo Montano (ITA) · 4-5            | 2.        | B. csoport · Vlagyimir Gyenyiszov (URS) · 2-5 · Harald Hein (FRG) · 4-5 · Frédéric Pietruszka (FRA) · 2-5 · Matthias Behr (FRG) · 2-5 · Enrique Salvat (CUB) · 3-5             | 6.        | kiesett                            | kiesett                                     | kiesett                         | kiesett                            | kiesett           | kiesett | kiesett                                    | 24.      |
| Jerzy Janikowski                                                                       | Párbajtőr, egyéni | D. csoport · Herbert Lindner (AUT) · 0-5 · Greg Benko (AUS) · 5-3 · Veikko Salminen (FIN) · 5-4 · Jacques Ladègaillerie (FRA) · 5-4                           | 2.        | F. csoport · Philippe Boisse (FRA) · 4-5 · Hans-Jürgen Hehn (FRG) · 5-3 · Alekszandr Abusahmetov (URS) · 5-4 · Omar Vergara (ARG) · 5-3 · Ralph Johnson (GBR) · 4-5 | 3.        | C. csoport · John Pezza (ITA) · 2-5 · Ralph Johnson (GBR) · 5-5 · Hans Jacobson (SWE) · 5-4 · Paul Szabo (ROU) · 5-4 · Borisz Lukomszkij (URS) · 2-5                           | 4.        | Reinhold Behr (FRG) · 10-9         | Hans Jacobson (SWE) · 10-7                  |                                 |                                    |                   | Alexander Pusch (FRG) · 4-5 · Hans-Jürgen Hehn (FRG) · 3-5 · Kulcsár Győző (HUN) · 3-5 · Osztrics István (HUN) · 5-4 · Rolf Edling (SWE) · 5-2 | 5.                                         | 5.       |
| Zbigniew Matwiejew                                                                     | Párbajtőr, egyéni | J. csoport · Karl-Heinz Müller (AUT) · 5-3 · Ole Mørch (NOR) · 5-2 · Sutipong Santitavakul (THA) · 5-0 · Roger Menghi (LUX) · 4-5                             | 1.        | D. csoport · Reinhold Behr (FRG) · 3-5 · Göran Flodström (SWE) · 4-5 · Christian Kauter (SUI) · 2-5 · Jeppe Normann (NOR) · 4-5 · Peter Zobl-Wessely (AUT) · 5-4    | 5.        | kiesett | kiesett   | kiesett                            | kiesett                                     | kiesett                         | kiesett                            | kiesett           | kiesett | kiesett                                    | 30.      |
| Marceli Wiech                                                                          | Párbajtőr, egyéni | G. csoport · François Suchanecki (SUI) · 1-5 · Omar Vergara (ARG) · 4-5 · Rolf Edling (SWE) · 5-3 · Esfandihar Zarnegar (IRI) · 5-3                           | 4.        | kiesett | kiesett   | kiesett | kiesett   | kiesett                            | kiesett                                     | kiesett                         | kiesett                            | kiesett           | kiesett | kiesett                                    | 40.      |
| Jacek Bierkowski                                                                       | Kard, egyéni      | B. csoport · Anani Mihajlov (BUL) · 5-3 · Paul Apostol (USA) · 5-4 · Ahmed Eskandarpour (IRI) · 5-2 · John Deanfield (GBR) · 3-5                              | 2.        | F. csoport · Mario Aldo Montano (ITA) · 4-5 · Gedővári Imre (HUN) · 4-5 · Tycho Weißgerber (FRG) · 5-1 · Marc Lavoie (CAN) · 5-1 · John Deanfield (GBR) · 5-2       | 3.        | C. csoport · Viktor Krovopuszkov (URS) · 0-5 · Michele Maffei (ITA) · 5-3 · Paul Apostol (USA) · 5-4 · Cornel Marin (ROU) · 5-4 · Kovács Tamás (HUN) · 3-5                     | 3.        | Francisco de la Torre (CUB) · 7-10 |                                             | Peter Westbrook (USA) · 10-8    | Francisco de la Torre (CUB) · 9-10 | kiesett           | kiesett | kiesett                                    | 9.       |
| Leszek Jabłonowski                                                                     | Kard, egyéni      | D. csoport · Gedővári Imre (HUN) · 4-5 · Cornel Marin (ROU) · 2-5 · Marc Lavoie (CAN) · 5-3 · Roger Kam (HKG) · 5-1                                           | 3.        | D. csoport · Viktor Szigyak (URS) · 2-5 · Cornel Marin (ROU) · 4-5 · Peter Westbrook (USA) · 5-4 · Ismail Alamdari (IRI) · 5-2 · Marcelo Méndez (ARG) · 3-5         | 4.        | D. csoport · Vlagyimir Nazlimov (URS) · 2-5 · Mario Aldo Montano (ITA) · 2-5 · Francisco de la Torre (CUB) · 2-5 · Peter Westbrook (USA) · 4-5 · Miroszlav Dudekov (BUL) · 3-5 | 6.        | kiesett                            | kiesett                                     | kiesett                         | kiesett                            | kiesett           | kiesett | kiesett                                    | 23.      |
| Józef Nowara                                                                           | Kard, egyéni      | A. csoport · Vlagyimir Nazlimov (URS) · 3-5 · Régis Bonnissent (FRA) · 5-0 · Abdul Hamid Fathi (IRI) · 5-1 · Marcelo Méndez (ARG) · 2-5                       | 2.        | E. csoport · Manuel Ortíz (CUB) · 4-5 · Michele Maffei (ITA) · 1-5 · Miroszlav Dudekov (BUL) · 5-3 · Philippe Bena (FRA) · 5-3 · Peter Urban (CAN) · 5-1            | 3.        | B. csoport · Ioan Pop (ROU) · 4-5 · Angelo Arcidiacono (ITA) · 5-4 · Régis Bonnissent (FRA) · 5-2 · Manuel Ortíz (CUB) · 3-5 · Marót Péter (HUN) · 4-5                         | 3.        | Viktor Szigyak (URS) · 7-10        |                                             | Angelo Arcidiacono (ITA) · 6-10 | kiesett                            | kiesett           | kiesett | kiesett                                    | 13.      |
| Marek Dąbrowski Arkadiusz Godel Lech Koziejowski Leszek Martewicz Ziemek Wojciechowski | Tőr, csapat       | D. csoport · Hongkong (HKG) · 15-1 · Irán (IRI) · 13-3 · Egyesült Államok (USA) · 9-2                                                                         | 1.        | |           | |           | NSZK (FRG) · 4-9                   | 5–6. helyért · Magyarország (HUN) · 9-3     |                                 |                                    |                   | Az 5. helyért · Nagy-Britannia (GBR) · 9-1 | Az 5. helyért · Nagy-Britannia (GBR) · 9-1 | 5.       |
| Jerzy Janikowski Zbigniew Matwiejew Leszek Swornowski Marceli Wiech                    | Párbajtőr, csapat | B. csoport · Franciaország (FRA) · 1-13 · Magyarország (HUN) · 4-11                                                                                           | 4.        | kiesett | kiesett   | |           | kiesett                            | kiesett                                     |                                 |                                    |                   | kiesett | kiesett                                    | 11.      |
| Jacek Bierkowski Leszek Jabłonowski Sylwester Królikowski Józef Nowara                 | Kard, csapat      | D. csoport · Argentína (ARG) · 10-6 · Irán (IRI) · 9-7 · Magyarország (HUN) · 6-8                                                                             | 2.        | |           | |           | Románia (ROU) · 4-9                | 5–6. helyért · Egyesült Államok (USA) · 9-3 |                                 |                                    |                   | Az 5. helyért · Kuba (CUB) · 6-9 | Az 5. helyért · Kuba (CUB) · 6-9           | 6.       |

Női
| Versenyző | Versenyszám | Selejtező | Selejtező | Selejtező | Selejtező | Selejtező | Selejtező | Főtábla                             | Főtábla                                             | Vigaszág                 | Vigaszág          | Vigaszág          | Döntő csoport                           | Döntő csoport                           | Helyezés |
| Versenyző | Versenyszám | 1. kör | 1. kör    | 2. kör | 2. kör    | 3. kör | 3. kör    | 1. kör                              | 2. kör                                              | 1. kör                   | 2. kör            | 3. kör            | Döntő csoport                           | Döntő csoport                           | Helyezés |
| Versenyző | Versenyszám | Ellenfél Eredmény | Hely.     | Ellenfél Eredmény | Hely.     | Ellenfél Eredmény | Hely.     | Ellenfél Eredmény                   | Ellenfél Eredmény                                   | Ellenfél Eredmény        | Ellenfél Eredmény | Ellenfél Eredmény | Ellenfél Eredmény                       | Hely.                                   | Helyezés |
| --- | ----------- | --- | --------- | --- | --------- | --- | --------- | ----------------------------------- | --------------------------------------------------- | ------------------------ | ----------------- | ----------------- | --------------------------------------- | --------------------------------------- | -------- |
| Krystyna Machnicka-Urbańska                                                                                           | Tőr, egyéni | A. csoport · Stahl Jencsik Katalin (ROU) · 2-5 · Claudette Herbster-Josland (FRA) · 4-5 · Helen Smith (AUS) · 5-3 · Kadzsihara Jukari (JPN) · 4-5                      | 3.        | B. csoport · Claudette Herbster-Josland (FRA) · 3-5 · Olga Knyazeva (URS) · 2-5 · Katarína Lokšová-Ráczová (TCH) · 1-5 · Brigitte Oertel (FRG) · 2-5 · Magdalena Bartoş (ROU) · 3-5 | 6.        | kiesett | kiesett   | kiesett                             | kiesett                                             | kiesett                  | kiesett           | kiesett           | kiesett                                 | kiesett                                 | 35.      |
| Grażyna Staszak-Makowska                                                                                              | Tőr, egyéni | I. csoport · Brigitte Latrille (FRA) · 2-5 · Susan Wrigglesworth (GBR) · 2-5 · Micheline Borghs (BEL) · 5-3 · Dinorah Enríquez (PUR) · 5-0 · Jhila Al-Masi (IRI) · 2-5 | 4.        | E. csoport · Nili Drori (ISR) · 5-1 · Carola Mangiarotti (ITA) · 5-0 · Claudine le Comte (BEL) · 5-2 · Stahl Jencsik Katalin (ROU) · 4-5 · Susan Wrigglesworth (GBR) · 2-5          | 2.        | A. csoport · Stahl Jencsik Katalin (ROU) · 4-5 · Valentyina Szidorova (URS) · 3-5 · Katarína Lokšová-Ráczová (TCH) · 4-5 · Brigitte Oertel (FRG) · 5-3 · Clare Henley-Halsted (GBR) · 5-4 | 4.        | Maria Consolata Collino (ITA) · 3-8 |                                                     | Kerstin Palm (SWE) · 1-8 | kiesett           | kiesett           | kiesett                                 | kiesett                                 | 13.      |
| Barbara Wysoczańska                                                                                                   | Tőr, egyéni | E. csoport · Brigitte Oertel (FRG) · 2-5 · Magdalena Bartoş (ROU) · 5-3 · Milady Tack-Fang (CUB) · 5-4 · Chantal Payer (CAN) · 2-5                                     | 3.        | C. csoport · Helen Smith (AUS) · 4-5 · Cornelia Hanisch (FRG) · 5-4 · Giulia Lorenzoni (ITA) · 5-2 · Donna Hennyey (CAN) · 5-2 · Wendy Ager-Grant (GBR) · 2-5                       | 3.        | B. csoport · Susan Wrigglesworth (GBR) · 4-5 · Marie-Paule Van Eyck (BEL) · 2-5 · Claudette Herbster-Josland (FRA) · 2-5 · Helen Smith (AUS) · 2-5 · Cornelia Hanisch (FRG) · 5-1         | 6.        | kiesett                             | kiesett                                             | kiesett                  | kiesett           | kiesett           | kiesett                                 | kiesett                                 | 20.      |
| Jolanta Bebel-Rzymowska Krystyna Machnicka-Urbańska Kamilla Składanowska Grażyna Staszak-Makowska Barbara Wysoczańska | Tőr, csapat | A. csoport · Kanada (CAN) · 9-7 · Szovjetunió (URS) · 2-9 | 2.        | |           | |           | Franciaország (FRA) · 5-9           | 5–6. helyért · Nagy-Britannia (GBR) · 8 (66)-8 (64) |                          |                   |                   | Az 5. helyért · Olaszország (ITA) · 7-9 | Az 5. helyért · Olaszország (ITA) · 7-9 | 6.       |